# Jürgen Hebert
Jürgen Hebert (* 28. Februar 1933 in Schwerin; † 7. Dezember 2008 ebenda) war ein deutscher evangelisch-lutherischer Geistlicher, Autor und Herausgeber.

## Leben
Jürgen Hebert war Sohn eines Architekten. Nach dem Schulbesuch an der Goethe-Oberschule in Schwerin studierte er Evangelische Theologie an der Universität Rostock und von 1953 bis 1956 an der Universität Leipzig. Von 1956 bis 1969 war er Pastor in Plate und organisierte die Renovierung der Kirchen seines Kirchspiels in Plate, Consrade und Peckatel. 1969 erfolgte seine Promotion zum Dr. theol. durch die Universität Leipzig. Von 1971 bis 1985 war er Pastor am Schweriner Dom und von 1985 bis 1994 Pastor am Anna-Hospital (Schwerin); anschließend war bis zum Ruhestand Pastor in der Versöhnungsgemeinde in Schwerin. Seit 1991 war er nebenamtlich Militärseelsorger für den Bundeswehr-Standort Schwerin. 1998 wurde er zum Vorsitzenden des Sozialwerks Mecklenburg gewählt.
Hebert übernahm 1990 von Werner Schnoor die Herausgabe der Studienhefte zur mecklenburgischen Kirchengeschichte bis zur Einstellung der Reihe 1995. Er war Mitbegründer des Vereins „Dorfkirchen in Not“ und Mitglied im Redaktionsbeirat der Mecklenburgischen Kirchenzeitung. Mit der Grafikerin Gesa Hansen schuf er eine Reihe von Kinderbüchern um die Gestalt des Petermännchens.

## Schriften
- Person und Sakrament. Der personale Gehalt der gegenwärtigen katholischen Sakramentenlehre. Diss. 1968
- Der kleine Schloßgeist Petermännchen entdeckt den Schatz der Obotriten. Schwerin: Stock und Stein 1993
- Der kleine Schloßgeist Petermännchen und der Martensmann. Schwerin: Stock und Stein 1994
- … Aber ich bin doch noch gar nicht müde! 1994
- Der kleine Schloßgeist Petermännchen und die Glockenräuber. 1994
- Der kleine Schloßgeist Petermännchen reitet zum Fest. 1995
- Der kleine Schloßgeist Petermännchen durchstreift Ludwigslust. 1997
- Viele Farben hat das Wort. Schwerin: CW 1998 ISBN 3-9806155-2-9
- Die Geschichte vom Ginster und der Birke. Schwerin: CW 2005 ISBN 3-933781-43-4